# 롤란도 폰세카
롤란도 폰세카(스페인어: Rolando Fonseca, 1974년 6월 6일 ~ )는 코스타리카의 전직 축구 선수로, 선수 시절 포지션은 공격수였으며 국제 A매치 113경기 47골로 역대 코스타리카 대표팀 선수 중 A매치 최다 득점 기록 보유자이자 센추리클럽에 가입한 9명의 코스타리카 선수 가운데 한명이다.

## 선수 시절

### 클럽
1989년 코스타리카 프리메라 디비시온의 명문 구단인 데포르티보 사프리사에서 프로에 입문한 후 2012년까지 멕시코, 콜롬비아, 과테말라의 9개 프로팀에서 활동하는 동안 프로 통산 440경기에서 234골이라는 폭발적인 득점력을 과시하면서 자국 리그 5회 우승(1994년, 1995년, 1997년, 2002년, 2005년), 리가 나시오날 데 풋볼 데 과테말라 4회 우승(1999년, 2000년, 2008년, 2011년), CONCACAF 챔피언스리그 3회 우승(1993년, 1995년, 2004년) 등 선수 생활 23년동안 리그와 챔피언스리그를 포함해 무려 12번의 팀의 우승을 맛보았으며 2012년 AD 카르멜리타를 끝으로 23년간의 프로 선수 생활을 마무리했다.

### 국가대표팀
1992년 5월 27일 에콰도르와의 친선 경기에서 국제 A매치 데뷔전을 치뤘고 같은 해 11월 세인트빈센트 그레나딘과의 1994년 FIFA 월드컵 북중미카리브 지역 예선을 통해 월드컵 지역 예선에 처음으로 출전했다. 그리고 파나마와의 1993년 UNCAF 네이션스컵 최종전에서 A매치 데뷔골을 신고했다. 이후 2번의 FIFA 월드컵 북중미카리브 지역 예선에서 11골, 역대 친선 경기에서 13골, CONCACAF 골드컵 및 코파 센트로아메리카나에서 23골 등 무려 47골을 퍼부으면서 1993년 UNCAF 네이션스컵 준우승, 1995년 UNCAF 네이션스컵 4위, 1997년 UNCAF 네이션스컵 우승, 1999년 UNCAF 네이션스컵 우승, 2002년 CONCACAF 골드컵 준우승, 2003년 CONCACAF 골드컵 4위, 2007년 UNCAF 네이션스컵 우승 등에 큰 힘을 실어줬다. 또한 2002년 FIFA 월드컵 본선에서 2경기(중국전, 브라질전)를 소화하며 중국전에서의 승리를 도왔고 2006년 FIFA 월드컵 본선에도 출전하여 조별리그 3경기를 소화했다. 이후 2011년 3월 26일 홈에서 열린 중국과의 친선 경기에서 후반 33분까지 소화한 후 알바로 사보리오와 교체된 폰세카는 이 경기를 마지막으로 국가대표팀 은퇴를 선언했다.

## 같이 보기
- A매치 100경기 이상 출전한 축구 선수 명단